# Gerard Deulofeu
Gerard Deulofeu Lázaro (* 13. März 1994 in Riudarenes, Provinz Girona) ist ein spanischer Fußballspieler.

## Karriere

### Im Verein
Gerard Deulofeu spielte ab 2003 in der Jugend des FC Barcelona. In seinem ersten Jahr im Verein holte er in der Alterskategorie Benjamin B als einer der Schlüsselspieler den Ligatitel. Anfangs als Spielmacher eingesetzt, spielt er seit der A-Jugend zumeist auf dem linken Flügel, auf dem er mit seiner Schnelligkeit und seinen technischen Fähigkeiten überzeugt. Mit der B-Jugend des Vereins gewann Deulofeu 2010 die katalanische Liga und war mit Abstand der jüngste Spieler seiner Mannschaft. Daraufhin unterschrieb er einen Vor-Profivertrag beim FC Barcelona.
In der Saison 2010/11 gehörte Deulofeu dem Kader der A-Jugend des FC Barcelona an. Mit dieser beendete er die División de Honor Juvenil (Gruppe 3) als Tabellenerster und hatte als Torschützenkönig mit seinen 15 Treffern dazu beigetragen. Dadurch qualifizierte sich sein Team für die Copa de Campeones, in der sein Team im Finale Real Madrid mit 3:1 besiegte. In der gleichen Saison bestritt er sein erstes Spiel für die B-Mannschaft: Beim 4:1-Erfolg über FC Córdoba wurde er in der 76. Minute für Edu Oriol eingewechselt. Im April 2011 erhielt der 17-Jährige seine erste Berufung in den Profikader für das Spiel gegen Real Sociedad San Sebastián am 34. Spieltag.
Zur Saison 2011/12 wurde Deulofeu fest in die B-Mannschaft des FC Barcelona aufgenommen. Am Ende der Saison standen für ihn 34 Einsätze und neun Tore zu Buche. Er war damit der torgefährlichste Spieler seines Teams. Am 29. Oktober 2011 absolvierte er sein Debüt in der Primera División; er kam als Einwechselspieler für David Villa in der 63. Minute des Spiels gegen RCD Mallorca zum Einsatz.
Vor der Saison 2013/14 wechselte Deulofeu für ein Jahr auf Leihbasis in die Premier League zum FC Everton. Zur Saison 2014/15 kehrte er nach Barcelona zurück, wurde am Ende der Vorbereitung jedoch bis zum Saisonende an den FC Sevilla ausgeliehen. Dort kam er auf 17 Einsätze in der Primera División und gewann die Europa League.
Zur Saison 2015/16 kehrte Deulofeu in die Premier League zum FC Everton zurück. Diesmal wurde er fest verpflichtet und erhielt einen Dreijahresvertrag.
Am 23. Januar 2017 wechselte er auf Leihbasis bis zum Ende der Saison 2016/17 zum AC Mailand in die Serie A.
Zur Saison 2017/18 kehrte Deulofeu zu seinem Jugendverein FC Barcelona zurück, welcher eine Rückkaufoption nutzte.
Am 29. Januar 2018 verkündete der FC Barcelona, Deulofeu bis zum Ende der Saison 2017/18 an den FC Watford in die Premier League zu verleihen. Bis zum Saisonende kam er in sieben Ligaspielen zum Einsatz, in denen er einen Treffer erzielte. Zur Saison 2018/19 erwarb der FC Watford für eine Ablösesumme in Höhe von 13 Millionen Euro, die sich um vier Millionen Euro erhöhen kann, die Transferrechte an Deulofeu.
Per 5. Oktober 2020 verlieh der FC Watford den Spieler an den italienischen Serie-A-Club Udinese Calcio, welcher am 30. Januar 2021 die Transferrechte an Deulofeu definitiv erwarb.
Seit einem am 29. Februar 2020 im Spiel gegen den FC Liverpool erlittenen Kreuzbandriss leidet Deulofeu immer wieder unter Knieproblemen. Er fehlte deshalb Udinese Calcio in der Saison 2020/21 während 17 Runden und damit während der gesamten Rückrunde. Zur Saison 2021/22 war er wieder fit und erzielte bei seinem Comeback gegen Juventus Turin direkt einen Treffer. Aufgrund einer weiteren, schweren Knieverletzung fiel Deulofeu die gesamte Saison 2023/24 aus. Da sich die Situation nicht verbesserte, wurde am 16. Januar 2025 der Vertrag mit dem Verein einvernehmlich aufgelöst.

### Nationalmannschaft
2010 nahm er mit der spanischen U-17 an der EM in Liechtenstein teil. Im letzten Gruppenspiel gegen Portugal avancierte er mit seinen zwei Treffern zum 2:0 zum Mann des Tages. Als Außenstürmer wurde er auch in den restlichen Spielen eingesetzt und traf auch im Finale gegen England. Der Gewinn der EM blieb ihm allerdings verwehrt, da England das Spiel noch mit 2:1 drehte. Bei der Qualifikation für die U-17-EM 2011 in Serbien bestritt er sechs Spiele und erzielte zwei Tore. Die spanische Auswahl belegte in der letzten Gruppenphase lediglich den zweiten Platz hinter England und qualifizierte sich nicht für die Endrunde.
Mit der U-19-Auswahl gewann er 2011 die EM in Rumänien. Deulofeu kam in allen fünf Spielen zum Einsatz und erzielte im Halbfinale den Führungstreffer beim 5:0-Sieg über Irland. Ein Jahr später wiederholte er den Triumph bei der U-19-EM in Estland, spielte erneut in allen fünf Partien und avancierte im Halbfinale gegen Frankreich zum Spieler des Spiels. In dieser Begegnung hatte er zunächst zwei Treffer in der regulären Spielzeit erzielt und im Elfmeterschießen den letzten und entscheidenden Elfmeter verwandelt. Anschließend wurde er zum besten Spieler des Turniers gekürt.
Am 30. Mai 2014 debütierte Deulofeu in der spanischen A-Nationalmannschaft beim Spiel gegen die bolivianische Auswahl (2:0); er wurde in der 78. Minute eingewechselt.
An der U-21-Europameisterschaft 2017 in Polen erreichte Deulofeu mit der spanischen Auswahl das Endspiel, welches gegen Deutschland verloren ging. Während des Turniers kam er in vier von fünf Spielen als Kapitän zum Einsatz, wobei ihm ein Tor und zwei Vorlagen gelangen.
Am 30. Mai 2014 debütierte er für die A-Nationalmannschaft gegen Bolivien, als er kurz vor Schluss im Freundschaftsspiel eingewechselt wurde. In seinem nächsten Einsatz, erst Ende März 2017, schoss er gegen Frankreich sein erstes Tor und gab bei dem 2:0-Sieg zudem eine Vorlage. Nach zwei weiteren Einsätzen kam er zunächst jedoch nicht mehr für die Nationalmannschaft zum Einsatz.

## Erfolge und Auszeichnungen

### Titel im Überblick
- U-21-Vize-Europameister: 2017
- UEFA Europa League: 2015
- Spanischer Meister: 2013, 2018
- Pokalsieger: 2018
- Spanischer Superpokalsieger: 2011, 2013 (nicht im Kader)
- U-19-Europameister: 2011, 2012
- UEFA Super Cup: 2011 (nicht im Kader)
- U-17-Vize-Europameister: 2010

### Persönliche Auszeichnungen
- Bester Spieler der U-19-EM: 2012